# 盧叔虎
盧 叔虎（ろ しゅくこ、生年不詳 - 577年）は、中国の北魏末から北斉にかけての官僚・隠者。本貫は范陽郡涿県。盧文偉の甥にあたる。

## 経歴
盧光宗の子として生まれた。洛陽にあってふたりの兄の盧観・盧仲宣とともに文章の才能で知られた。若いころから機転が利き、やくざ者を率い、奇策を好み、諸葛亮の事跡を慕っていた。賀抜勝の下で荊州開府長史となった。賀抜勝は叔虎の進言を用いず、城を棄てて南朝梁に亡命した。叔虎は涿県に帰り、堤のそばに住居を築いて、悠々自適の生活を送った。高澄が叔虎を召しだそうとしたが、叔虎は病と称して応じなかった。天保元年（550年）、北斉が建国されると、再び召集されたので、やむをえず露車に乗って鄴都に入った。楊愔と面会して、司徒諮議に任じられたが、病と称して受けなかった。
皇建元年（560年）、孝昭帝が即位すると、召されて太子中庶子となり、銀青光禄大夫の位を加えられた。孝昭帝に世情について諮問されると、叔虎は北周を討つよう勧めた。また北周平定の策を練るため、西の国境に近い平陽に移り住み、元文遙とともに『平西策』1巻を編纂した。しばらくして孝昭帝が死去すると、西征の計画は中止された。
大寧元年（561年）、武成帝が即位すると、儀同三司・都官尚書に任じられ、合州刺史として出向した。武平年間、太子詹事・右光禄大夫に転じた。承光元年（577年）、北斉が滅ぶと、故郷の范陽に帰ったが、兵乱のために城は陥落し、叔虎と族弟の盧士遂は寒さと飢えのために死去した。北周の将軍の宇文神挙が叔虎の徳を慕って、遺体を収容して葬った。

## 伝記資料
- 『魏書』巻47 列伝第35
- 『北斉書』巻42 列伝第34
- 『北史』巻30 列伝第18